# Vrané nad Vltavou

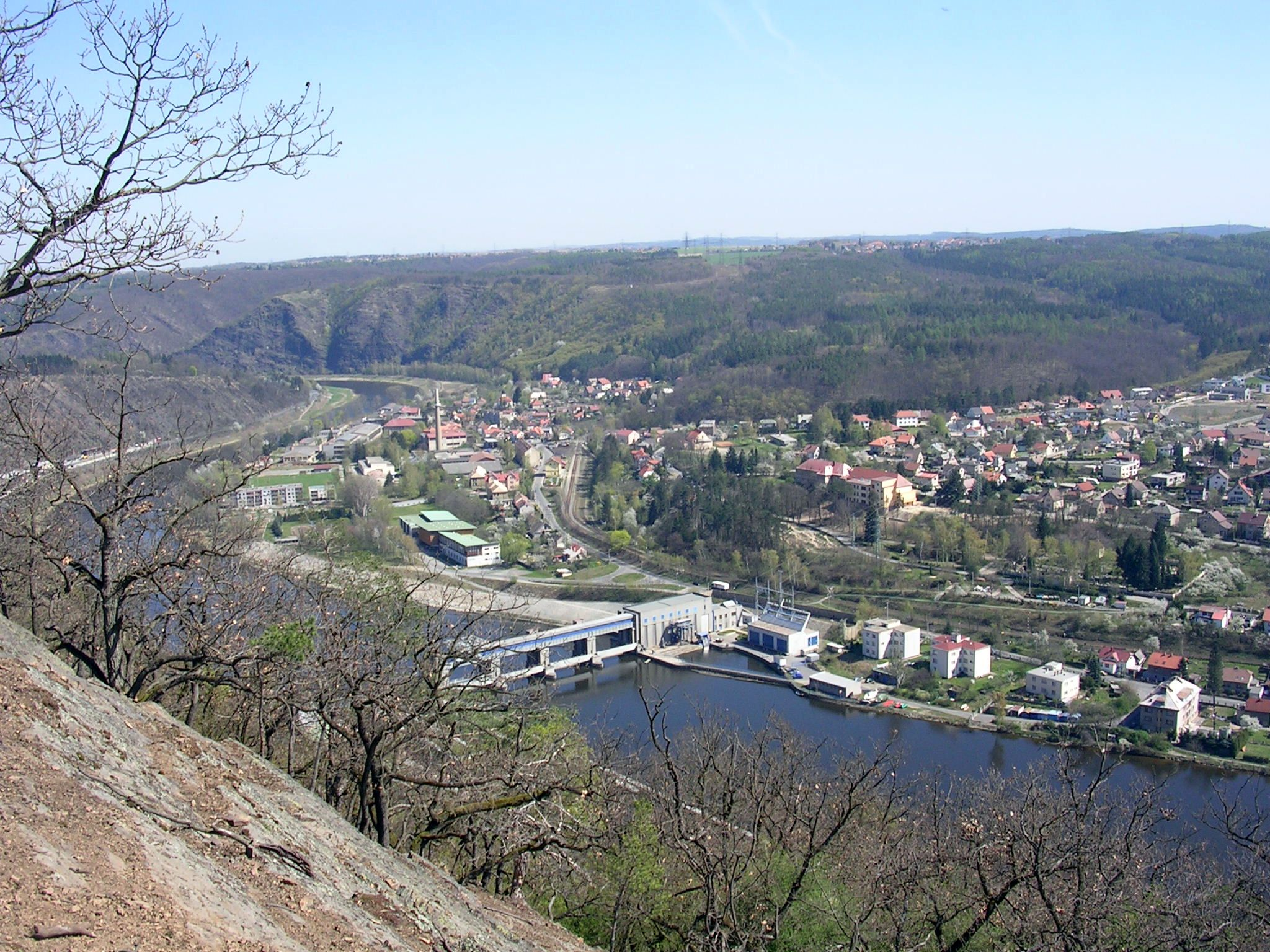
Blick von der Kopanina auf die Talsperre, den Bahnhof und den Ortskern von Vrané

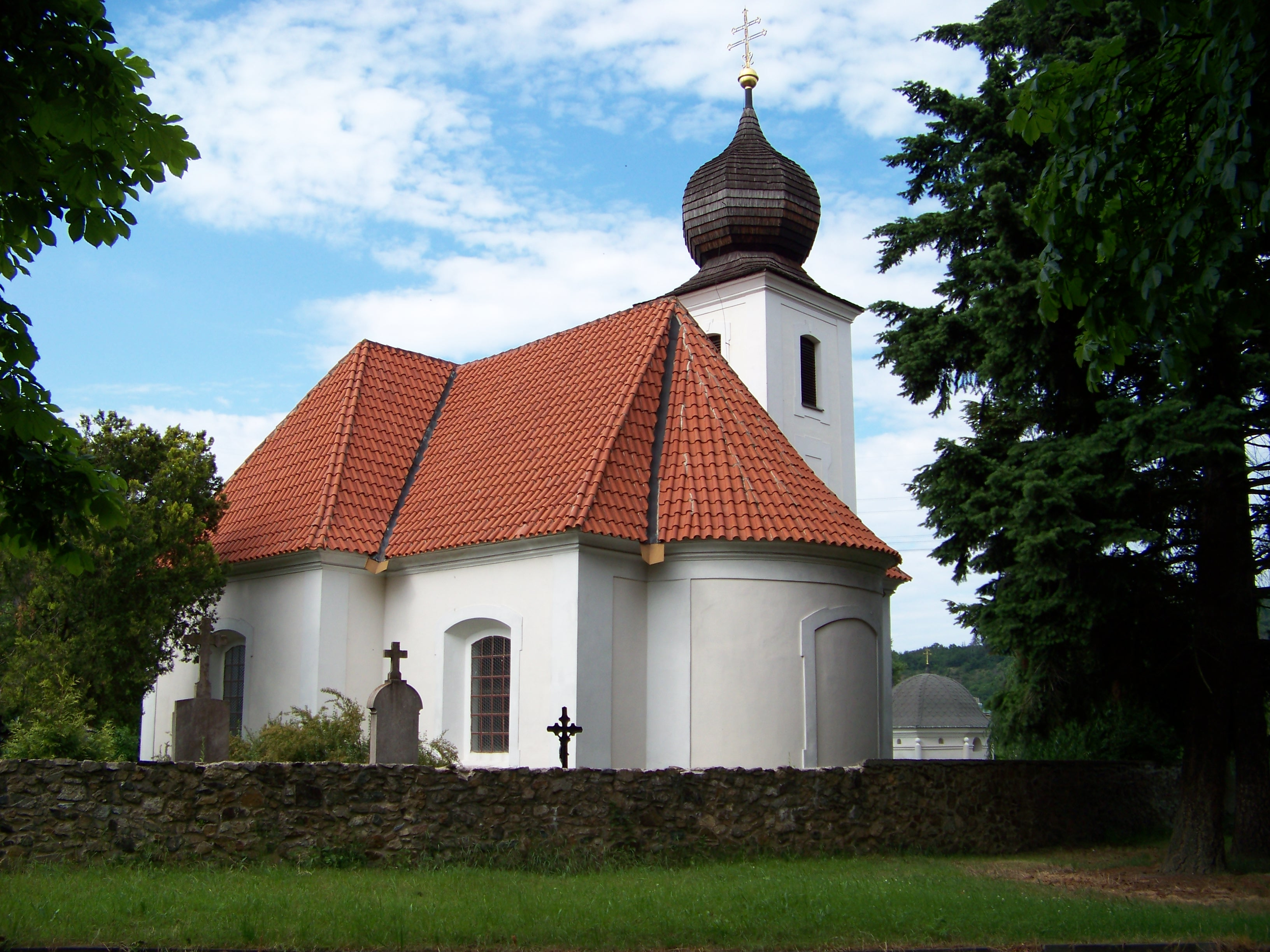
Kirche St. Georg

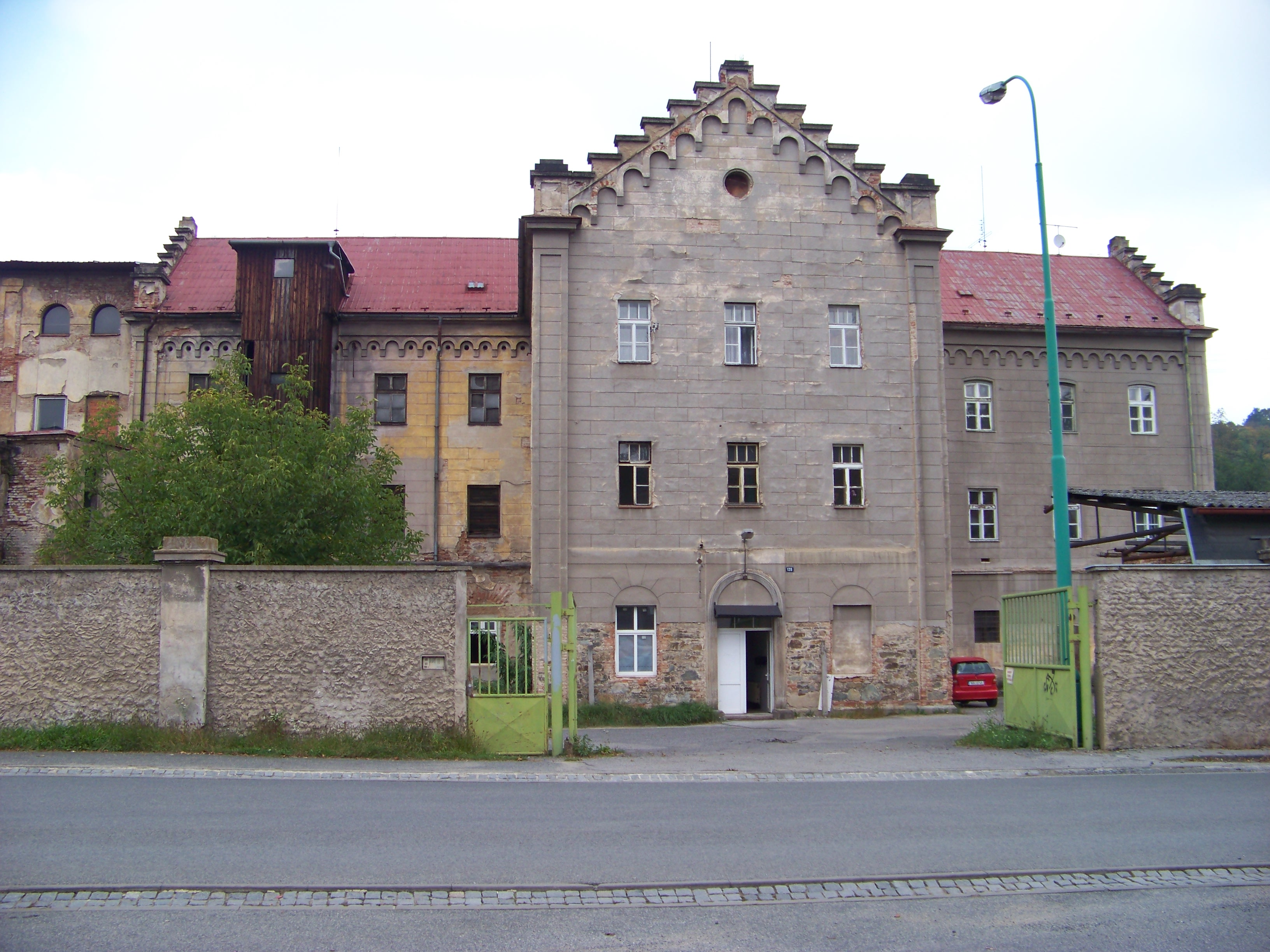
Ehemalige Papierfabrik

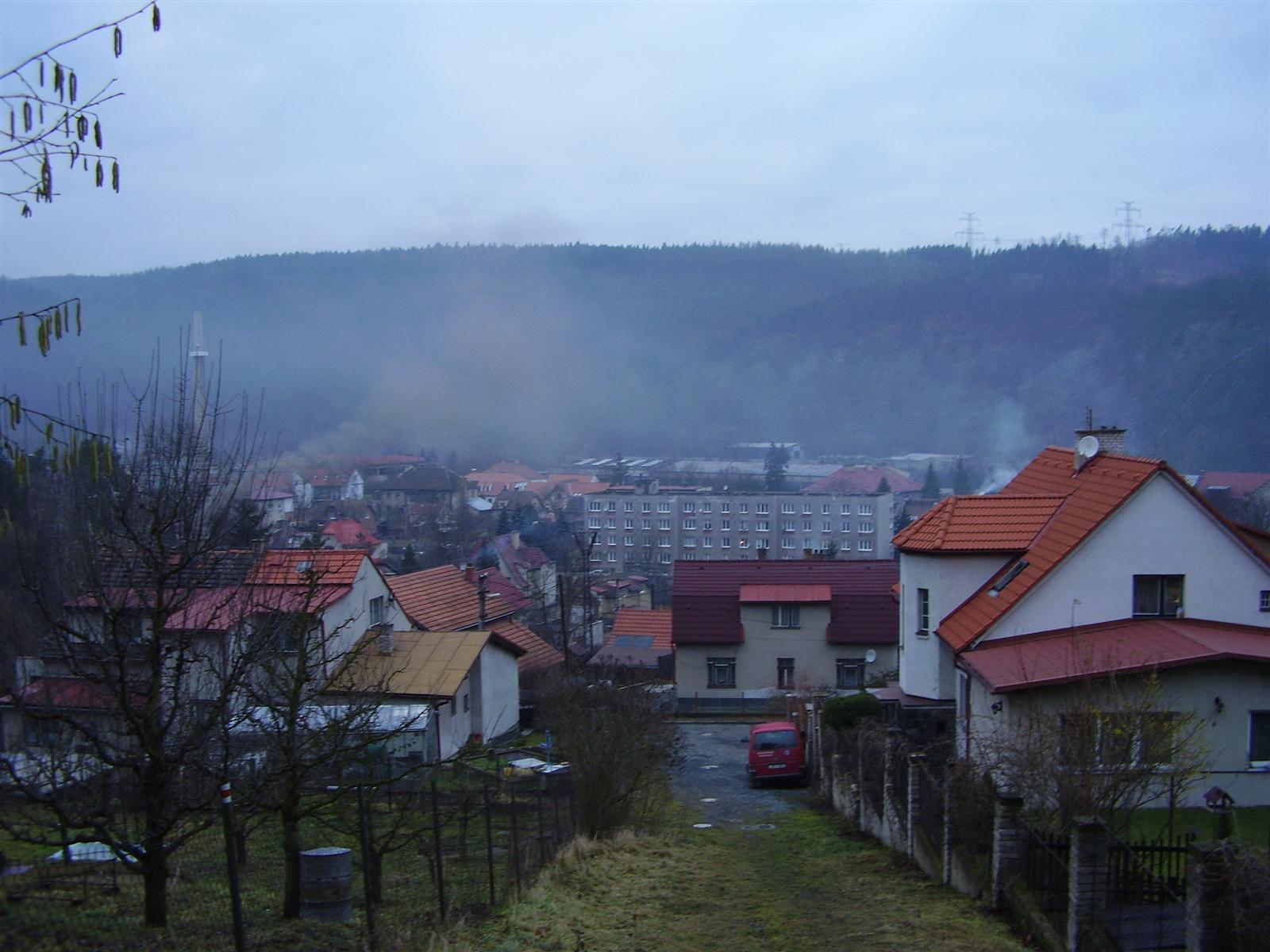
Blick von Jarov auf Vrané

Vrané nad Vltavou, bis 1949 Vrané (deutsch Wran, auch Wrana) ist eine Gemeinde in Tschechien. Sie liegt 16 Kilometer südlich des Stadtzentrums von Prag an dessen Stadtgrenze und gehört zum Okres Praha-západ.

## Geographie
Vrané nad Vltavou befindet sich am Fuße der Uhříněveská plošina (Aurzinoweser Hochfläche) an der Einmündung des Baches Zvolský potok am rechten Ufer der Moldau. Das Dorf liegt am Rande des Naturparks Střed Čech, nordöstlich erstreckt sich das Naturreservat Zvolská homole. Nördlich erhebt sich der Na Beránku (364 m n.m.), im Nordosten der Károv (347 m n.m.), östlich die Homole (327 m n.m.), im Südosten die V Hoře (397 m n.m.), südlich der Chlumík (347 m n.m.), im Westen die Kopanina (411 m n.m.) sowie nordwestlich der Cukrák (411 m n.m.). Südwestlich des Ortskerns von Vrané wird die Moldau in der Talsperre Vrané gestaut. Zwischen Vrané und Strnady besteht eine Fährverbindung für Fußgänger und Radfahrer. Durch den Ort führt die Bahnstrecke Dobříš–Praha-Modřany, von ihr zweigt bei Skochovice die Bahnstrecke Čerčany–Vrané nad Vltavou ab.
Nachbarorte sind Lipence, Baně und Strnady im Norden, Jarov, Ohrobecké Údolí, Zálepy und Károv im Nordosten, Ohrobec und Zvole im Osten, Hůrkovo Pole und Černíky im Südosten, Nová Březová, Osiková und Skochovice im Süden, Trnová und Jíloviště im Südwesten, Dolní Mokropsy im Westen sowie Údolí Hvězd, Kazín, Osiny und Lipany im Nordwesten.

## Geschichte
Die erste urkundliche Erwähnung von Vraný und Skochovice erfolgte 993 in der Gründungsurkunde des Stifts Břevnov; beide Dörfer gehörten zu den Gütern, mit denen Herzog Boleslav II. das Benediktinerkloster ausstattete. 1407 verkaufte das Stift Břevnov beide Dörfer für 190 Schock Groschen an das Zisterzienserkloster Königsaal. Nach dem Ende der Hussitenkriege bemächtigte sich König Sigismund beider Dörfer und überschrieb sie 1437 an Matěj von Skuhrov und Petr von Obořiště. Nachfolgende Besitzer von Vraný und Skochovice waren der Karlsteiner Burggraf Benesch von Weitmühl, später wurden die Dörfer dem Gut Komořany zugeschlagen. Nach der Schlacht am Weißen Berg wurde das Joachim Sturm von Hirschfeld gehörige Gut Komořany konfisziert, im Jahre 1622 kaufte das Kloster Königsaal Vraný und Skochovice von der Hofkammer zurück.
Im Jahre 1770 bestand Vraný aus 20 Häusern. Die Kirche St. Georg war eine Filiale der Pfarre Königsaal.
Nach der Aufhebung des Klosters im Zuge der Josephinischen Reformen im Jahre 1785 gehörte Wrana zur Herrschaft Königsaal, die von der k.k. böhmischen Staatsgüteradministration für den Religionsfonds verwaltet wurde. Durch den Religionsfonds wurde in Wrana ein Lokalist angestellt. Im April 1827 ersteigerte Friedrich Kraft Heinrich zu Oettingen-Wallerstein die Herrschaft und trat sie an seine Frau Sophia Maria, geborene Landgräfin von Fürstenberg († 1829) ab. 1832 fiel die Herrschaft dem Witwer zu; nach dessen Tode erbten 1845 seine zweite Frau Maria Anna, geborene Gräfin von Trauttmansdorff-Weinsberg, sowie seine Kinder aus beiden Ehen den Besitz gemeinschaftlich. Erreichbar war das Dorf nur durch eine Furt an der Moldauinsel, die zur Straße von Davle über Königsaal nach Smichow führte.
Am 5. März 1837 kaufte die Prager Buchdruckerei Gottlieb Haase Söhne von der Herrschaft Königsaal für 15.000 Gulden das Gehöft Nr. 1 mit Brettsäge, Mühle und Schankwirtschaft. Der Kaufvertrag beinhaltete außerdem eine jährliche Mitzahlung von 60 Gulden sowie die Verpflichtung zur Abnahme Königsaaler Bieres und zum Bau einer Frachtfähre. In den Jahren 1838 und 1839 entstand am Moldauufer die k.k. landesbefugte Papierfabrik zu Wran, die 1840 den Betrieb aufnahm. Sie hatte ca. 300 Beschäftigte und gehörte zu den größten Unternehmen der Herrschaft. Die Fabrik bestand aus zwei französischen Papiermaschinen mit 20 Holländern, von denen zwölf durch Wasser und acht durch eine Hochdruckdampfmaschine angetrieben wurden. Der Wert des jährlich erzeugten Papiers wurde in der Mitte des 19. Jahrhunderts mit 300.000 Gulden angegeben. Angeschlossen war eine mechanische Werkstatt mit 50–60 Beschäftigten zur Fertigung von Buchdruckpressen und Maschinen für Druckereien und Schriftgießereien.
Im Jahre 1846 bestand das Dorf Wran bzw. Wrana/Wraně bzw. Wraný im Berauner Kreis aus 33 Häusern mit 220 Einwohnern. Unter dem Patronat des Religionsfonds standen die Lokalkirche des hl. Georg, die Lokalie und die Schule. Außerdem gab es im Ort die Papierfabrik Gottlieb Haase Söhne und ein Wirtshaus. Wran war Pfarrort für Skochowitz (Skochovice), Swoll, Ohrobetz und Březowa (Březová). Bis zur Mitte des 19. Jahrhunderts blieb Wran der Herrschaft Königsaal untertänig.
Nach der Aufhebung der Patrimonialherrschaften bildete Vrané/Wran ab 1849 einen Ortsteil der Gemeinde Skochovice im Gerichtsbezirk Königsaal. Die Besitzer der Papierfabrik ließen in Vrané Wohnungen für ihre Beschäftigten errichten, ebenso finanzierte das Unternehmen die Anlage des neuen Friedhofes mit Kapelle zwischen Vrané und Skochovice. Ab 1869 gehörte das Dorf zum Bezirk Smichow. Die Gemeinde führte in den 1880er Jahren den Namen Spojené obce Vran-Skochovic, später Skochovice-Vrané. Im Jahre 1890 bestand Vrané aus 52 Häusern, in denen 631 Personen lebten. 1897 wurde die Bahnstrecke Čerčan–Modřan–Dobříš eröffnet, im Jahre 1900 folgte die Bahnstrecke nach Eule. 1907 begann der Bau der Straße von Vrané über Zvole nach Břežany.
Im 20. Jahrhundert wuchs Vrané stark an; die südwestlich des Dorfes gelegene Terrasse zwischen dem Zvolský potok und dem felsigen Tal des Baches Dravkov wurde bebaut, so dass beide Orte zusammenwuchsen. 1927 wurde Vrané dem Okres Praha-venkov und 1942 dem Okres Praha-venkov-jih zugeordnet. Zwischen 1930 und 1935 wurde die Moldau reguliert und das Wasserkraftwerk Vrané errichtet. 1936 ging das Wasserkraftwerk in Betrieb, 1941 wurden Vrané und Skochovice elektrifiziert. Im Jahre 1943 bestand die Gemeinde Skochovice aus 263 Häusern und hatte 1890 Einwohner, außerdem gab es etwa 100 Ferienhütten. Im Jahre 1949 wurde die Gemeinde Skochovice in Vrané nad Vltavou umbenannt und zugleich dem Okres Praha-jih zugewiesen, seit 1961 gehört sie zum Okres Praha-západ. Ausschlaggebend für die Umbenennung war, dass sich die Schule, das Postamt, der Bahnhof, das Gemeindeamt, die Polizeistation, das Kino, die Papierfabrik, das Elektrizitätswerk, die Kirche und das Pfarrhaus in Vrané befanden, wogegen Skochovice nur das Feuerwehrhaus und einen Bahnhaltepunkt zu bieten hatte. Nachdem 1965 der Frachtfährverkehr über die Moldau eingestellt worden war, wurde 1969 im Rahmen der Aktion Z im Moldautal eine neue Straße bis zur Moldaubrücke in Zbraslav angelegt. Seit 1993 führt die Gemeinde Vrané nad Vltavou ein Wappen und Banner. Die Papierfabrik stellte im September 2000 ihre Produktion ein. Skochovice verlor im Jahre 2002 seinen Status als Ortsteil. Beim Augusthochwasser von 2002 erreichte die Moldau unterhalb des Kraftwerkes einen Wasserstand von 11 m; der Ort wurde zu großen Teilen überflutet. Die gegenüberliegende Staatsstraße II/102 stand bis zu den Leitplanken unter Wasser, vom Fährhaus war nur noch der Schornstein sichtbar. Anfang Juni 2013 war Vrané nad Vltavou erneut von einem schweren Hochwasser der Moldau betroffen.
In den 650 Häusern der Gemeinde leben heute 2408 Personen, außerdem gibt es 568 Ferienhütten. Die Gemeinde ist Mitglied der Mikroregion Dolnobřežansko und gehörte im August 2012 zu den Gründungsmitgliedern der lokalen Aktionsgruppe MAS Dolnobřežansko.

## Gemeindegliederung
Für die Gemeinde Vrané nad Vltavou sind keine Ortsteile ausgewiesen. Grundsiedlungseinheiten sind Skochovice (Skochowitz), U Nové Březové und Vrané nad Vltavou (Wran). Zu Vrané nad Vltavou gehört außerdem die Siedlung Osiková.

## Sehenswürdigkeiten
- Kirche des hl. Georg, der auf einem erhöhten Punkt über dem Dorfplatz von Vrané gelegene Bau ist seit 1352 nachweisbar. Zum Ende des 17. Jahrhunderts wurde die romanische Kirche barock umgestaltet und der Turm mit einem schindelgedeckten Zwiebelhelm versehen. In den 1990er Jahren wurde die Kirche renoviert.
- ehemalige Papierfabrik; sie wurde in den Jahren 1838 und 1839 durch das Unternehmen Gottlieb Haase Söhne errichtet, 1837 hatte Gottlieb Haase jun. den Grundstein gelegt. 1853 wurde die Banknotendruckerei zu Prag an die Papierfabrik angeschlossen. Ab 1872 wurde Gottlieb Haase Söhne in die Aktiengesellschaft Bohemia umgewandelt. Der letzte Umbau der Fabrik erfolgte im Jahre 1965 für die Produktion elektrotechnischer Papiere. Im September 2000 wurde die Produktion eingestellt. Die Immobilie mit einem auf 40 Mio. Kč geschätzten Wert wurde beim Augusthochwasser von 2002 gänzlich überflutet, wobei ein Schaden von ca. 30 Mio. Kč entstand.[7]

## Persönlichkeiten
In Wran wurde der Maler Jaroslaw Weschin (1860–1915) geboren.